# Margaretenkirche (Salach)

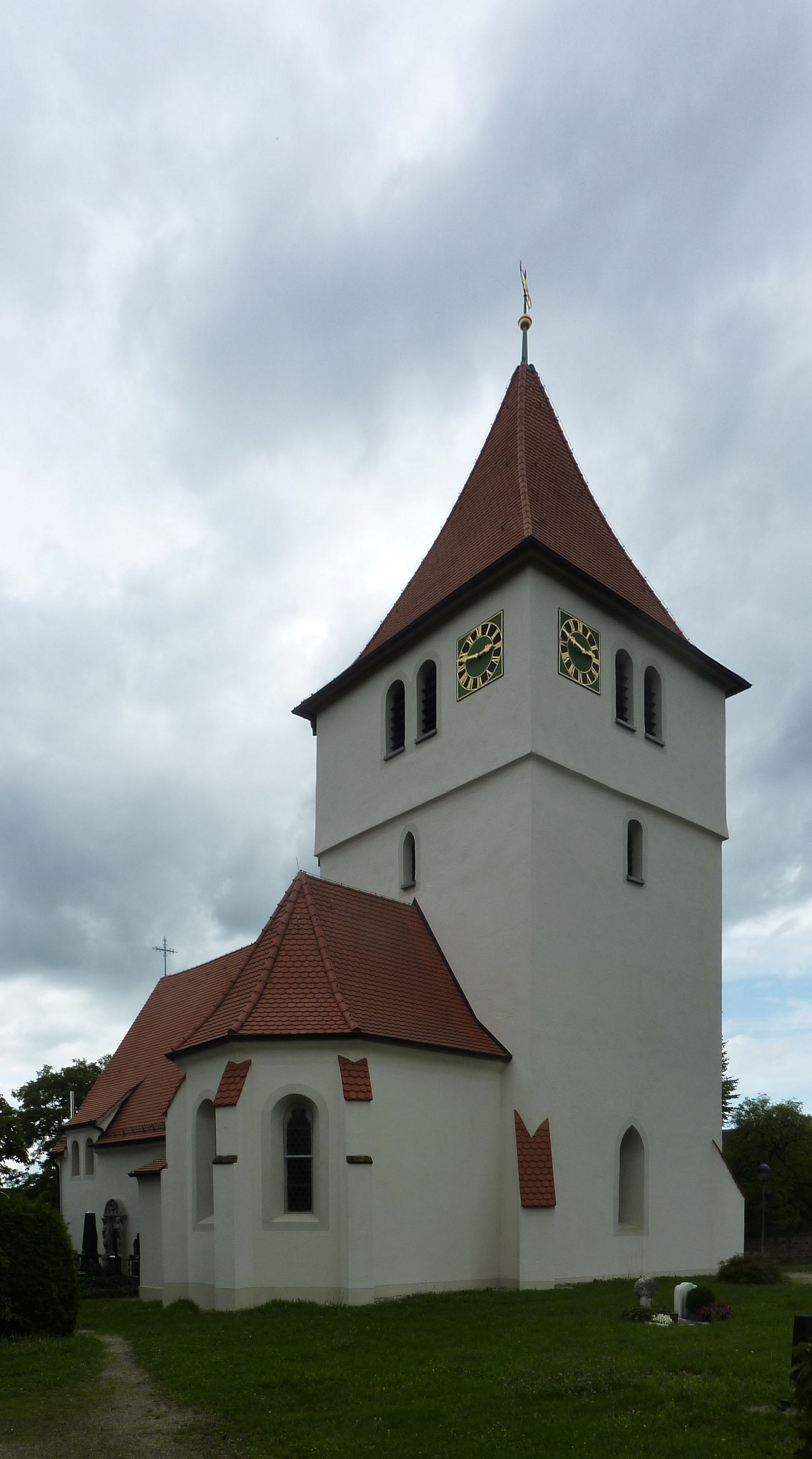
Margaretenkirche in Salach

Die Margaretenkirche der Evangelischen Kirchengemeinde Salach im evangelischen Kirchenbezirk Göppingen ist eine spätromanische Wehrkirche und eine von zwei Margaretenkirchen in Salach.

## Geschichte
Eine Erwähnung einer fest gebauten Kirche in Salach findet sich in einem Steuerregister der Diözese Konstanz aus dem Jahr 1275. Sie dürfte sich auf das Vorgängerbauwerk der Margaretenkirche beziehen, von dem wahrscheinlich noch die ersten beiden Turmgeschosse der heutigen Kirche stammen. Ab 1356 wird sie St. Margaretha genannt.
Konrad V. von Rechberg zu Staufeneck ließ in der Mitte des 16. Jahrhunderts einen Choranbau errichten, der sich südlich an den alten Turm anschloss und unter dem die herrschaftliche Gruft untergebracht wurde. Dieser Umgestaltung fiel die Chorwand samt Malereien zum Opfer; weitere Wand- und Gewölbemalereien im Chorraum blieben zwar erhalten, wurden aber um 1680 übertüncht, als der Innenraum der Kirche in barockem Stil umgestaltet wurde.
Erst ab 1600 führte Württemberg die Reformation ein. Durch Wilhelm von Guyn wurde sie ab 1635 wieder rückgängig gemacht, doch musste dieser in der Margaretenkirche 1655 ein Simultaneum akzeptieren. Die Katholiken wurden dann nach Kleinsüßen zugeteilt. Die Pfarrei Salach war danach zunächst nicht besetzt. Erst 1798 wurde Salach wieder eigene Pfarrei, wobei diese in Staufeneck ihren Sitz hatte. 1819 wurde Salach der Pfarrei Großsüßen zugeteilt und erst 1898 wieder eigene Pfarrei. Bis 1905 wurde die Salacher Kirche noch simultan genutzt, dann erbauten sich die Katholiken eine eigene Kirche St. Margaretha. Seither ist die alte Margarethenkirche in Salach ganz evangelisch. Die spätgotische Chorturmanlage wurde 1906 erneuert und dabei von Glasmaler B. Kraus das Chorfenster mit einer Auferstehungsdarstellung versehen. Bei der nächsten Renovierung Ende der 1950er Jahre wurde es im Fenster des Südanbaus eingepasst. Hans Gottfried von Stockhausen schuf 1959 für den Chor ein neues Auferstehungs-Fenster. Der Turm hat ein Helmdach und ein Kreuzrippengewölbe. Die Wandmalereien von 1400 wurden 1958 freigelegt und restauriert. Die Kirche birgt Grabdenkmäler der Herren von Rechberg aus dem 16. Jahrhundert. Im Jahr 2005 wurde im Zuge von archäologischen Untersuchungen und einer Generalsanierung der Südanbau vom Chorraum mit den Malereien durch eine Glaswand abgetrennt.
Die Orgel wurde 1959 von der Orgelbau-Manufaktur Weigle im Kirchenraum aufgestellt. Sie verfügt über 16 Register auf zwei Manualen und Pedal.